# Galle International Stadium
Das Galle International Stadium (früher The Esplanade) ist ein Cricket-Stadion in Galle auf Sri Lanka. Das Stadion wurde 1876 eröffnet und zählt zu den ältesten Test-Match-Cricketstadien der Welt. Durch seine außergewöhnliche Lage gilt es als eines der schönsten Austragungsorte für Cricket.

## Kapazität und Infrastruktur
Das Stadion hat eine Kapazität von 30.000 Sitzplätzen. Beim Tsunami 2004 wurde es komplett zerstört. Zunächst war der Wiederaufbau nicht gesichert, wurde aber in die Wege geleitet, nachdem es in der internationalen Cricketwelt zu Protesten kam. Die Wiedereröffnung fand im Jahr 2008 statt. Im Zuge des Wiederaufbaus wurde der Mahinda Rajapakse Pavilion mit 500 V.I.P.-Plätzen und neuen Umkleideräumen für die Teams erbaut. Die beiden Wicketenden tragen die Namen Fort End und City End.

## Internationales Cricket
Ein erstes internationales Spiel wurde hier bei der Tour des Marylebone Cricket Club im Jahr 1952 ausgetragen. Der erste Test wurde in dem Stadion bei der Tour Neuseelands im Juni 1998 ausgetragen. Sri Lanka gewann das Spiel mit einem Innings und 16 Runs. Neben Test-Matches finden auch One-Day Internationals der sri-lankischen Mannschaft statt. Beim ICC Women’s World Twenty20 2012 wurden hier die zwölf Vorrunden-Begegnungen ausgetragen.

## Nationales Cricket
Das Stadion dient Heimspielstätte des Galle Cricket Club. Seit 1888 wird in dem Stadion das traditionelle Schul-Spiel zwischen Richmond College Galle und dem All Saints College Galle ausgetragen.

## Sonstiges
Shane Warne erzielte in diesem Stadion sein 500. Test-Wicket. Er ist der erste Spin-Bowler, dem dies im Test-Cricket gelang.

## Dacheinsturz
Am 30. Juni 2022 kam es nach starken Regenfällen und Wind am Morgen des zweiten Tag des ersten Tests der Tour Australiens vor Spielbeginn zu Schäden am Dach der provisorischen Haupttribüne. Zuschauer waren zu dem Zeitpunkt noch nicht anwesend.